# Észak-iraki offenzíva (2014. augusztus)
2014. augusztus 1. és 15. között az Iraki és Levantei Iszlám Állam (ISIL) Észak--Irakban tovább bővítette az ellenőrzése alatt álló területek méretét. A Moszultól északra és nyugatra fekvő területeken megszerezték Zumart, Szindzsárt, Wanat, a moszuli gátat és Kochot. Moszultól délre illetve keletre Bakhdida, Karamlish, Bartella and Makhmour.
Az offenzíva eredményeképp 100.000 kereszténynek kellett elhagynia az otthonát, 200.000 jeziditát elüldöztek Szindzsárból, 5.000 férfit kivégeztek, 5-7000 nőt rabszolgasorba kényszerítettek, és több ország harct indított az ISIL ellen.
Iraki Kurdisztán Regionális Kormányának egyik tagja szerint az ISIL augusztusi szindzsári támadása mögött sokkal inkább demográfiai és stratégiai okok húzódtak meg, semmint vallásik. Az ISIL ki akarta űzni a kurdokat a stratégiai kurd területekről, és olyan arabokkal akarta azt benépesíteni, akik hűségesek hozzá.
50.000 szindzsári jezidita a közeli Szindzsári-hegységbe menekült, ahol élelem, víz és más alapvető szolgáltatások nélkül. 35-45.000 embert közülük néhány hát alatt kimenekítettek, miután az USA bombázta az ISIL állásait, valamint a kurd Népvédelmi Egységek, a Kurd Néppárt, vagy helyettük a Pesmergák segítettek. Néhány, korábban az ISIL alá tartozó területet visszafoglaltak. Az ezt követő ellentámadásban visszafoglalták a moszuli gátat és több környékbeli várost is.

## Előzmények
2014-ben az Iraki és Levantei Iszlám Állam (ISIL) jelentős területeket elfoglalt Irak északi részén, így például az ország második legnépesebb városát, a több mint egymillió embernek otthont adó Moszult és az ettől 200 km-re délre fekvő Tikritet. Míg a szövetségi iraki serege elmenekültek ezekről a területekről, a kurd Pesmergák a fél-autonóm kurd régión kívül Irak északi részének jelentős más területein is átvették az irányítást a központi iraki kormányzattól.

## Az ISIL támadása
- Augusztus 2.

2014. augusztus 1-jén pénteken Észak-Irak Pesmergák által felügyelt részén, Moszultól 40 km-re északnyugatra Zúmárnál az ISIL megtámadott egy ellenőrző pontot, egy közeli olajkutat, és a szintén a közelben fekvő moszuli gátat, Irak legnagyobb gátját és egyik legfontosabb energia- és vízforrását. The Peshmerga fought off ISIL, killing 100 ISIL fighters, according to Kurdish sources, but also losing 14 Peshmerga fighters.
- Augusztus 2–3.

Augusztus 3-án az ISIL az iraki hadseregtől zsákmányolt nehéztüzérséggel a hajnali sötétségben megtámadta Zúmárt, az attól 90 km-re délnyugatra fekvő Szindzsárt, és az azt körülvevő szindzsári körzetet. Az ISIOL ezzel kiűzte innen a június óta a területet többé-kevésbé ellenőrzése alatt tartó Pesmergák seregeit. Egy Szindzsárból elmenekült ember, a polgári lakosság szóvivője azt mondta, éjszaka 250 pesmerga hagyta e a várost, és így teljesen védtelenül maradtak az ott lakók.
Az ISIL augusztus 3-án megszerezte Zúmár egyik körzetében az olajkitermelő létesítményeket. Még aznap a Zúmár és Moszul között fekvő Wana is az Iszlám Állam kezére került. Ellentmondó hírek jelentek meg arról, hogy a moszuli gát még mindig a kurdok kezén van, vagy megszerezte azt is az ISIL.
- Augusztus 4.

Az ISIL körbevette a Szindzsári-hegység közelében fekvő Kocho falut, ahol felszólították a helybélieket, hogy vagy téérjenek át az iszlám hitre, vagy meghalnak.
- Augusztus 6.

Az ISIL 40 km-re megközelítette Erbilt, az autonóm Iraki Kurdisztán központját.
- Augusztus 7.

Augusztus 7-én az ISIL elfoglalta a Moszultól 30 km-re délkeletre, Erbiltől 60 km-re nyugatra fekvő Qaraqosht, Irak legnagyobb keresztény lakosú városát. Ezen kívül megszerezte az innen 5 km-re fekvő Karamlisht, a Moszult mellett, attól északra elhelyezkedő Tel Keppet, és a Moszul mellett keleten lévő Bartellat. A kurdok kivonultak Qaraqoshból és a környező területekről, s ennek következtében a megijedt polgári lakosság is elkezdett menekülni a térségből. The Chaldaic archbishop of Kirkuk és Sulaymaniyah káld püspöke. Joseph Thomas azt állította, a négy város “összes lakosa” elmenekült otthonából.
Az ISISL a stratégiai Makhmourt is elfoglalta, amely Mol és Kirkuk között, Erbitől 20 mérföldre fekszik.
There were conflicting remarks—in one newspaper—as to whether ISIL had ‘seized’ the Mosul Dam or was making ‘efforts to seize’ it. A héten az ISIL más észak-iraki városokat is lerohant, és onnan kiázte a még eglévő Pesmergákat.
Az USA ekkor állt neki a Szindzsár-hegységbe menekült jeziditáknak a levegőből vizet és élelmiszert ledobni.
- Augusztus 8-9.

Augusztus 8-án az USA elkezdett légi csapást mérni az ISIL ellen, először is Erbil környékén, hogy megakadályozza az Iszlám Állam ottani térnyerését. Augusztus 9-én a légi támadások kiterjedtek a Szindzsár-hegységre is. Ekkor már a Tigrisen épített, Moszultól 40 km-re fekvő Moszuli-gátat támadta az ISIL.

## Iraki, kurd és amerikai ellentámadás

### Az USA beavatkoása
Augusztus 5-én az USA elkezdett közvetlenül utánpótlásokat szállítani az iraki kurd Pesmergáknak, az iraki kormány segítségével pedig fegyvereket juttatott el a kurdokhoz.
Az USA légi támadásainak augusztus 8-i megkezdése után, 9. és 13. között az amerikai beavatkozás és az iraki, szíriai és törökországi kurdok erőfeszítései lehetővé tették, hogy a Szindzsár-hegységben rekedt 50.00 jeziditából 35-45 ezret kimenekítsenek.
Augusztus 10-én az amerikaiak légi támogatásával pesmerga seregek visszafoglalták Gwer és Makhmour stratégiai jelentőségű városait. Az amerikai gépek Makhmour környékét lőtték, így az ottani ISIL-seregeknek el kellett hagyniuk az állásaikat. A kurd Pesmergák a Kurd Munkáspárt harcosai valamint polgári önkéntesek közreműködésével visszafoglalták a falut.
Augusztus 15-én az ISIL bevonult a 4. óta ostrom alatt tartott Kochoba, ahol 80 jezidita férfit gépkarabélyokkal kivégeztek, asszonyaikat és gyermekeiket pedig elrabolták.

### A Moszuli-gát visszakövetelése
Augusztus 16-18 között az USA 35 légi támadást hajtott végre a stratégiailag kritikus Moszl-gát környékén lévő ISIL-állások ellen. Ez arra késztette az iraki és a kurd seregeket, hogy összehangoltan és fürgén haladjanak a környéken.
Augusztus 17-én az amerikaiak és az irakiak támogatásával a kurdok megtámadták a gátat. A keleti részt gyorsan elfoglalták, de a harcok tovább folytatódtak. Estére az iraki és kurd seregek visszafoglalták a létesítmény nagy részét, de még hátra volt az ISIL által hátrahagyott aknák és a bombák felszedése. A repülőgépek 19 hadi járművet és egy ellenőrző pontot megsemmisítettek vagy megrongáltak a csata során.
Augusztus 18-án az USA elnöke megerősítette, hogy a Pesmergák az Iraki Speciális csapatok valamint segítségével lerohanták az ISIL seregeit, és visszafoglalták a mozuli gátat.

### Az irakiak megtámadták Tikritet
Augusztus 19-én az iraki hadsereg és szövetségeseik támadást indítottak, hogy az ISIL-től visszaszerezzék Tikrit városát. A hadművelet kora hajnalban dél és délnyugat felől indult.

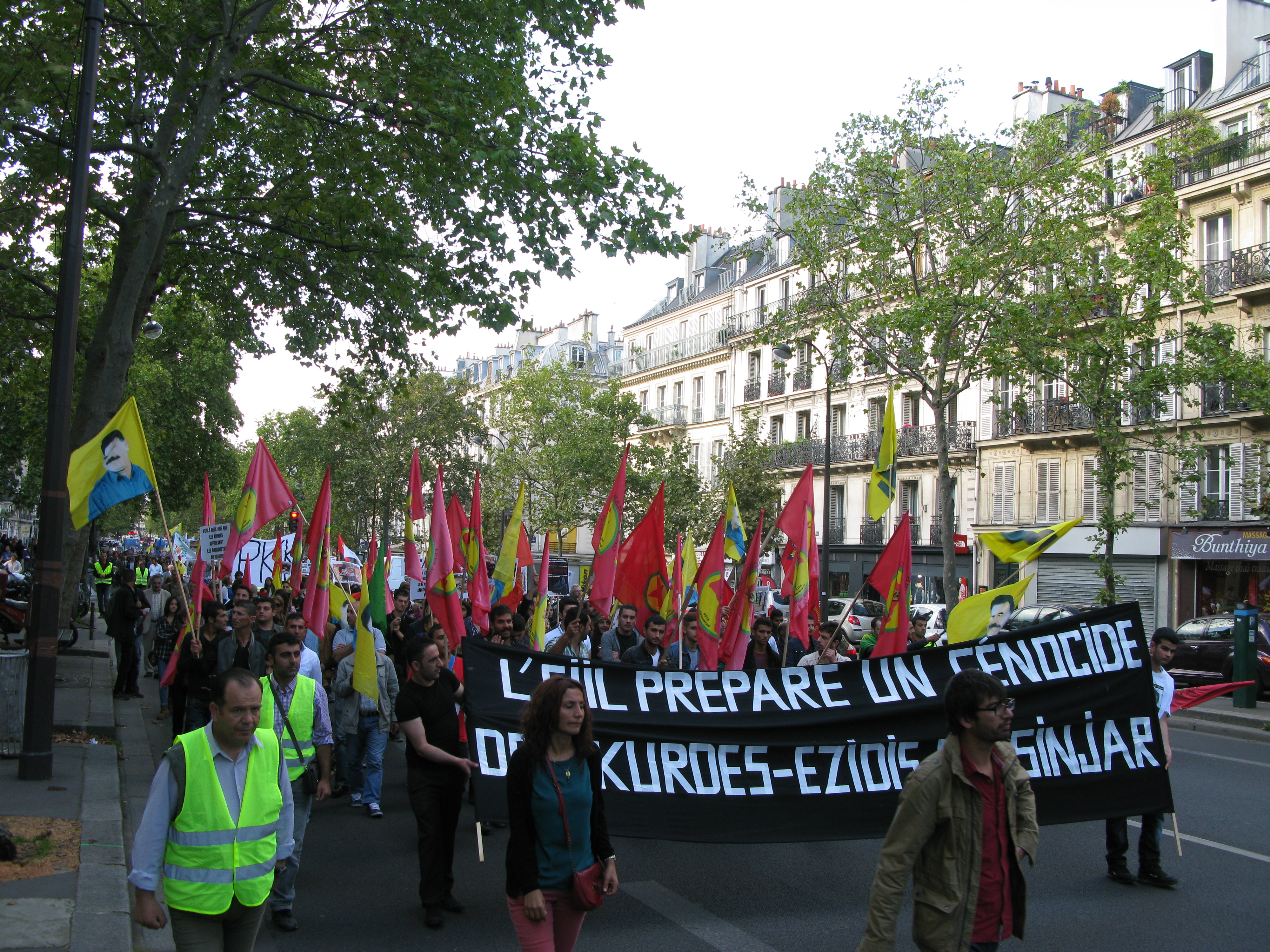
Demonstráció Párizsban 2014. augusztus 23-án a megfélemlített kurdok és jeziditák mellett

Délután azonban az ISIL visszaverte az offenzívát. Az iraki hadsereg még a pár hete megszerzett állásait is elvesztette a város déli részénél.

## Humanitárius visszhangok
Augusztus 5-én iraki helikopterekről kezdtek el élelmiszert és vizet eljuttatni a Szindzsár-hegységben lévő jeziditákhoz.
Augusztus 7-én az USA is elkezdett a levegőből élelmiszert és vizet szállítani a jeziditáknak.
Augusztus 10-én az Egyesült Királyság is nekiállt humanitárius szállítmányokat célba juttatni Észak-Irakban.

## Polgári áldozatok
A szindzsári hódítás alatt több száz vagy ezer férfit végeztek ki, a nőket eladták rabszolgának, 200.000 polgári lakos pedig elhagyta Szindzsárt, akik közül 50.000 a Szindzsári-hegységbe menekült.
Az ISIL elrendelte, a hogy a környék jezidita lakossága térjen át az iszlámra, fizessen különleges adót, vagy nézzen szembe a halállal. Ennek következtében több tízezren hagyták el házaikat. Szindzsáron kívül például 300 családnak kellett emiatt elhagynia Koja, Hatimiya és Qaboshi falvait.
Az ENSZ jelentése szerint az ISIL jeziditák lakta területeken végrehajtott tisztogatása alatt 5000 férfit lemészároltak, 5-7 ezer nőt pedig elraboltak, akiket később vagy eladtak rabszolgának, vagy a dzsihádisták kapták meg őket.
Az ENSZ augusztus 7-i jelentése szerint augusztus 2. óta legalább 200.000 új menekült keresett védett területet, Irak északi, kurdok lakta részén, ahol nem érheti utol őket az ISIL.
Az ISIL augusztus 7-i támadásai óta 100 000 keresztény, Irak keresztény lakosságának 25%-a hagyta el lakhelyét Qaraqoshban, a környező falvakban és Ninive kormányzóság több részén, és – minden ingóságukat hátra hagyva – valószínűleg Iraki Kurdisztánba távoztak. Helyi hivatalnokok szerint z ISIL augusztusi hadjárata majdnem eltüntette az itt élő keresztény asszír lakosságot Északnyugat-Irakból.

## Tüntetések
A kurd és jezidita emberek támogatására világszerte több helyen tüntetéseket szerveztek, többe között Párizsban is.

## Külső hivatkozások
- Iraq updates – Institute for the Study of War